# زالوژیتسه
زالوژیتسه (به چکی: Zálužice) یک منطقهٔ مسکونی در جمهوری چک است که در شهرستان لوونی واقع شده‌است. زالوژیتسه ۶٫۰۶ کیلومتر مربع مساحت و ۷۲ نفر جمعیت دارد و ۱۹۲ متر بالاتر از سطح دریا واقع شده‌است.